# Giovanni Bassanesi
Giovanni Bassanesi (Aosta, 27 marzo 1905 – Montelupo Fiorentino, 19 dicembre 1947) è stato un fotoreporter, pacifista e antifascista italiano.

## Biografia
Dopo essersi diplomato maestro elementare, cominciò a lavorare nel laboratorio fotografico del padre. Insofferente al fascismo, nel 1927 emigrò a Parigi dove proseguì nel lavoro di fotografo e si iscrisse alla Facoltà di Giurisprudenza della Sorbona; nella capitale francese conobbe Carlo Rosselli (fondatore, col fratello Nello e altri, di Giustizia e Libertà) ed Alberto Tarchiani e militò nella Lega italiana per i diritti dell'uomo, dalla quale dovette andarsene perché non condivideva gli ideali comunisti della maggioranza.

### Il volo su Milano
Affascinato del volo, riuscì a conseguire il brevetto di pilota, malgrado soffrisse il mal d'aria. L'11 luglio 1930, con Gioacchino Dolci e l'organizzazione logistica del repubblicano Randolfo Pacciardi, sorvolò in aereo la città di Milano, partendo dalla Svizzera (più precisamente da Lodrino, piccolo Paese nel Canton Ticino), e gettò 150.000 volantini di propaganda antifascista, recanti vari appelli che iniziavano o concludevano con uno dei motti di GL, "Insorgere per risorgere", ideato da Emilio Lussu. Nel volo di ritorno, lasciato Dolci a Lodrino, Bassanesi proseguì da solo per Zurigo, ma, sul Gottardo - causa il maltempo - si schiantò al suolo, riportando la frattura della gamba sinistra. Catturato e incarcerato dalle autorità svizzere, fu processato a Lugano il 22 novembre 1930, ove venne condannato a quattro mesi di reclusione (già scontati) per contravvenzione alle disposizioni della navigazione aerea. Nello stesso processo, Rosselli e Tarchiani furono assolti, ma tutti e tre gli imputati furono espulsi dal territorio svizzero. Rientrato a Parigi, Bassanesi fu costretto nuovamente a emigrare a Bruxelles, ove si iscrisse alla facoltà di Scienze Politiche. Lì, all'Université libre de Bruxelles, fu lui a ispirare Leo Moulin a consegnare opuscoli e corrispondenza ad altri membri di Giustizia e Libertà durante un viaggio di studio in Italia. Moulin fu però arrestato e la sede milanese di Giustizia e Libertà per la maggior parte smantellata.

### L'esilio
Tra il 1931 e il 1936 fu più volte arrestato ed espulso dai paesi di mezza Europa: l'8 novembre 1931 a Costanza (Germania); il 6 febbraio 1933 ad Amburgo, per non aver ottemperato al precedente decreto di espulsione, e fu accompagnato alla frontiera danese; il 13 marzo 1933 fu espulso dai Paesi Bassi e, successivamente, respinto dalla Gran Bretagna; il 21 aprile dello stesso anno fu fermato dalla polizia francese ed accompagnato alla frontiera belga. In Belgio venne immediatamente arrestato per falsificazione di documenti e, sia pur assolto, espulso in Lussemburgo; di qui riuscì a rientrare in Francia grazie a un permesso provvisorio.

### La persecuzione fascista
Nel frattempo aveva conosciuto e sposato l'esule socialista Camilla Restellini, da cui ebbe tre figli. Il 12 dicembre 1936, da Nizza, partì per la Spagna, come fotoreporter nella Guerra civile spagnola, dove venne arrestato altre tre volte, accusato di essere un agente provocatore. L'8 giugno 1939 ritornò in Italia, consegnandosi alle autorità fasciste; Mussolini, tuttavia, gli concesse clemenza e ne ordinò la scarcerazione.
Nel settembre del 1939, Bassanesi e sua moglie furono nuovamente arrestati e mandati al confino, per aver diffuso volantini inneggianti alla pace. La Restellini fu graziata, ma Bassanesi fu rinchiuso in manicomio a Napoli e i loro figli tradotti in un istituto.
Il 10 giugno 1940 venne trasferito al manicomio di Nocera Superiore, poi all'ospedale psichiatrico di Nocera Inferiore, infine in quello di Collegno dove Camilla poté infine visitarlo. Grazie ad una perizia psichiatrica del professor Visintini, che lo dichiarava sano di mente, poté essere dimesso dal manicomio e rimandato al confino di Ventotene, dove però trovò un funzionario che lui stesso aveva denunciato, promosso a direttore della colonia.
Costui lo rimandò nel manicomio a Napoli. Dopo due anni e mezzo di manicomio, la moglie riuscì ad ottenere la custodia del marito, dichiarato "incapace", e Bassanesi poté rientrare ad Aosta, grazie all'intercessione di Maria José di Savoia.

### La resistenza e il dopoguerra
Fu arrestato per breve tempo ancora due volte, prima della fine della guerra, come oppositore al fascismo e alla Repubblica Sociale Italiana, in quanto vicino al Partito d'Azione e alle brigate Giustizia e Libertà di questa formazione. In prigione denunciò il medico del carcere per aver redatto un certificato di morte naturale nei confronti di un detenuto politico probabilmente ucciso dalla polizia.
Nel dopoguerra, riuscì ad ottenere finalmente un posto fisso di insegnante elementare, ma lo perdette ben presto, per contrasti con la direttrice didattica, dopo che la donna aveva cambiato dei voti sul registro per favorire alcuni alunni.
Ridotto in miseria, psicologicamente provato da queste vicissitudini e ripetute persecuzioni, fu ancora una volta arrestato, con l'accusa di percosse e malnutrizione dei figli, e il medico del carcere, quello da lui stesso denunciato durante il fascismo, lo fece nuovamente dichiarare infermo di mente. Venne così rinchiuso nel manicomio criminale di Montelupo Fiorentino, ove morì il 19 dicembre 1947, a soli 42 anni.
Camilla Restellini, anche lei internata in manicomio ad Aversa, venne poi liberata e visse ad Aosta con i figli fino al 1952. Si trasferì poi a Roma, dove avviò un'agenzia specializzata in servizi tecnico-linguistici per congressi, convegni e riunioni.
Il volo di Bassanesi, come quello di D'Annunzio su Vienna nella prima guerra mondiale, ispirerà un altro antifascista, Lauro De Bosis, che perderà la vita in un'azione simile di volantinaggio su Roma nel 1931.
La nipote di Giovanni, Michelle Bassanesi, è anch'essa pilota aeronautica.